# The Son of Sobek
The Son of Sobek (No Brasil: O Filho de Sobek) é um conto juvenil de fanstasia e aventura, escrito por Rick Riordan. É a primeira história que faz um crossover entre as séries Percy Jackson & os Olimpianos e As Crônicas dos Kane, mostrando um encontro entre Percy Jackson e Carter Kane, os personagens principais das respectivas séries.
O livro foi lançado inicialmente nos EUA em 7 de maio de 2013, integrando a versão de bolso de A Sombra da Serpente. E em 18 de junho de 2013, separadamente em e-book e em audiolivro, este com narração do próprio Rick Riordan. Sendo publicado no Brasil em 9 de maio de 2013, na versão e-book.

## Sinopse
Percy Jackson encontra Carter Kane em mais uma eletrizante aventura de Rick Riordan. No conto, ao investigar os ataques de um crocodilo imenso contra pégasos em Long Island, o grande herói do Olimpo conhece o líder da casa do Brooklyn, que também está no rastro da fera. Os dois se unem para combater o terrível filho de Sobek, mas as dúvidas são muitas: por que há um monstro egípcio atacando mitos gregos? Será que a união de forças dos dois heróis será suficiente para derrotar a fera? E a mais importante: quem estaria por trás desse terrível evento?

## Personagens principais
- Percy Jackson - Semideus, filho do deus do mar: Poseidon. Encontra Carter enquanto lutava com um crocodilo.[4]
- Carter Kane - Mago egípcio, hospedeiro de Hórus. É salvo sem querer por Percy durante uma luta.[4]

## Continuação
Em 2014, Rick Riordan revelou estar trabalhando em uma sequência do conto, anunciado posteriormente que se chamaria "The Staff of Serapis" (bra: O Cajado de Serapis). O conto é centrado em Sadie Kane e Annabeth Chase. A história foi lançada no dia 08 de Abril de 2014, na versão de bolso de A Marca de Atena. O lançamento em e-book e audiolivro ocorreu no dia 20 de Maio de 2014, nos Estados Unidos. E no Brasil em 3 de outubro de 2014.